# Jívovský tunel
Jívovský tunel je železniční tunel č. 253 na katastrálním území  obcí Jívová a Hrubá Voda na úseku železniční trati Olomouc – Opava mezi zastávkami Hrubá Voda-Smilov a Jívová v km 23,920 – 24,073.

## Historie
Koncese na výstavbu místní železniční dráhy byla udělena 10. srpna 1867 olomouckému komitétu na stavbu tratě Olomouc – Moravský Beroun – Bruntál – Krnov – Hlubčice s odbočkami do Rýmařova, Vrbna pod Pradědem a Opavy a ke státní hranici směrem na Nysu. Po spojení s opavským sdružením byla vydána nová koncese 21. dubna 1870. V květnu téhož roku vznikla akciová společnost Moravsko-slezská ústřední dráha. Výstavbu železnice provedla firma bratří Kleinů za finanční podpory banky Union. V roce 1872 byla trať zprovozněna a v roce 1895 byla zestátněna. Na trati dlouhé 115 km bylo postaveno pět tunelů Smilovský I a II, Jívovský, Domašovský a Milotický v celkové délce 744 m. Jívovský tunel byl budován v letech 1870–1872 a opraven  v roce 2012.

## Geologie
Oblast se nachází v geomorfologickém celku Nízký Jeseník (jihozápadní část). Z geologického hlediska se nachází v oblasti spodního karbonu (kulmu) Nízký Jeseník. Tunel se nachází ve výběžku kopce (kóta 609 m n. m.) v širokém meandru řeky Bystřice. Je vyražen v horninovém prostředí, které je tvořeno hlubočskými břidlicemi. Nadložím dochází k průsakům srážkových vod.
Tunel leží v údolí řeky Bystřice v nadmořské výšce 400 m a je dlouhý 152,58 m.

## Popis
Jednokolejný tunel byl postaven pro železniční trať Olomouc – Opava mezi zastávkami Hrubá Voda-Smilov a Jívová. Tunel se skládá z dvou portálových pasů různé délky a dvaceti tunelových pasů. Od července do listopadu roku 2012 probíhala rekonstrukce tunelu. Byla odstraněna celoplošná vrstva stříkaného betonu včetně ostrých hran břidlic ve výrubu pomocí strojních fréz. Na takto upravený povrch byla nanesena nová vrstva stříkaného betonu a aplikovaná hydroizolační vrstva.